# معركة سيساك
جرت معركة سيساك في 22 يونيو من عام 1593 بين القوات البوسنية العثمانية وجيش مسيحي مشترك من أراضي هابسبورغ، وبشكل رئيسي مملكة كرواتيا والنمسا الداخلية. وقعت المعركة في سيساك وسط كرواتيا عند التقاء نهري سافا وكوبا على الحدود بين أوروبا المسيحية والإمبراطورية العثمانية.
بين عامي 1591 و1593، حاول الحاكم العسكري العثماني للبوسنة، البكلربك حسن باشا التلي، الاستيلاء مرتين على حصن سيساك، واحدة من أهم القلاع المحصنة التي حافظ عليها الهابسبورغ في كرواتيا كجزء من الحدود العسكرية. في عام 1592، بعد سقوط حصن بيخاتش الإمبراطوري الرئيسي بيد الأتراك، وقفت سيساك في الطريق أمام مدينة زغرب الرئيسية في كرواتيا. دعا البابا كليمنت الثامن إلى عصبة مسيحية ضد العثمانيين وجنّد البرلمان بقوة مؤلفة من حوالي 5000 جندي محترف.
في 15 يونيو من عام 1593، حوصرت سيساك مرة أخرى من قِبَل الباشا البوسني ومحاربيه (غازي). كانت حامية سيساك بقيادة بلاتز دوراك وماتيجا فينتيتش، وكلاهما كرواتي من أبرشية زغرب. كان جيش الإغاثة هابسبورغ تحت القيادة العليا للجنرال روبريشت فون إيغنبرغ من دوقية ستيريا، وأملا بجمع عناصره بسرعة لمقاومة الحصار. قاد الحاكم الكرواتي، جيوش كرواتيا، تاماس إردوبي، بينما كانت قوات رئيسية من دوقية كارنيولا ودوقية كارينثيا تحت قيادة قائد الحدود العسكرية الكرواتية أندرياس فون أويرسبرغ، المعروف باسم «أخيل كارنيولان».
في 22 يونيو، شنّ جيش الإغاثة النمساوي الكرواتي هجومًا مفاجئًا على قوات الحصار، وفي الوقت نفسه خرجت الحامية من القلعة للانضمام إلى الهجوم، أسفرت المعركة التي تلت ذلك عن هزيمة ساحقة للجيش العثماني البوسني مع مقتل حسن باشا والقضاء على جميع أفراد جيشه تقريبًا. تعتبر معركة سيساك المحفز الرئيسي لبداية الحرب الطويلة التي اندلعت بين الهابسبورغ والعثمانيين من عام 1593 وحتى عام 1606.

## الخلفية
كانت السلطات المركزية في كل من الإمبراطورية العثمانية ومملكة هابسبورغ مترددة إلى حد ما في محاربة بعضها البعض بعد عدة حملات على الأراضي المجرية والمولدافية وأربع عمليات تجديد لهدنة عام 1547، لكن كانت الغارات الواسعة النطاق تشن على أراضي الطرفين: كانت هناك العديد من الغارات على هابسبورغ المجرية من قِبَل الأكينشي والفرسان العثمانيين غير النظاميين، ومن ناحية أخرى، كان الجنود غير النظاميين من جانب البلقان على الساحل الأدرياتيكي الشرقي يشجعون على شن غارات على الأراضي العثمانية في البلقان. استمرت الاشتباكات أيضًا على الحدود الكرواتية رغم الهدنة. اتجهت الحدود الكرواتية العثمانية بين كوبريفنيكا وفيروفيتيكا إلى سيساك، غربًا إلى كارلوفاك، جنوبًا إلى بحيرات بليتفيس، جنوبًا غربًا إلى البحر الأدرياتيكي. حظيت كرواتيا في ذلك الوقت على 16,500 كم مربع من المقاطعات الحرة يسكنها ما يتراوح 400,000 نسمة.
على الرغم من أن قوتها استنفدت من الصراعات المستمرة على الحدود، إلا أنه في أواخر القرن السادس عشر كانت المدن الكرواتية المحصنة قادرة على التغلب على القوات العثمانية في الخليج، وخلال هذه الفترة قامت القوات العثمانية البوسنية بعدة محاولات للاستيلاء على الحصون الرئيسية والبلدات عبر نهري أونا وسافا. في 26 أكتوبر من عام 1584، هزمت الوحدات العثمانية الصغرى في معركة سلونج، ومرة أخرى في 6 ديسمبر من عام 1586 بالقرب من إيفانيتش-غراد. ومع ذلك، تزايدت الاعتداءات والحملات العثمانية بالإضافة إلى نزاعات داخلية بين نبلاء كرواتيا بدون دعم هابسبورغ.
أغضب هجوم الأسكوك على سنجق كركا كل من العثمانيين والمسؤولين في المنطقة. ذهب إبراهيم، سانجاك بيك، إلى إسطنبول لإجراء محادثات مع كبار المسؤولين. أراد تعويضًا عن الضرر الذي سببه (الأسكوك). طلب المسؤولون العثمانيون معلومات عن هذه المسألة من سفير البندقية في إسطنبول. لأن العثمانيين كان لديهم وجهة نظر أن مهاجمي أسكوك يخضعون لجمهورية البندقية. لكن بايلو من القسطنطينية رفض هذه الاتهامات وقال أن الأوسكوك يخضعون للإمبراطورية الرومانية المقدسة. طلب إبراهيم أن يتم كتابة رسالة رسمية إلى الإمبراطور الألماني عن الأضرار التي سببها الأوسكوك. كُلّف الحفيد العثماني حسن باشا التلي، الذي تم تعيينه حديثًا في إيالة البوسنية، لإجراء تحقيق في هذه المسألة. لم يتم العثور على أي رسالة رسمية في المحفوظات المكتوبة إلى الإمبراطورية الرومانية المقدسة فيما يتعلق بغارة كركا. بغض النظر عما إذا كانت الرسالة قد أرسلت أم لا، فمن الواضح أن العثمانيين لم يتمكنوا من العثور على أي شخص لإجراء محادثات بشأن هذه المسألة وسرعان ما بدأوا الاستعداد للحرب للانتقام من عناصر أسكوك ومؤيديهم.